# Водительские права (фильм)
«Водительские права» (англ. License to Drive) — молодёжная комедия режиссёра Грега Бимана. Мировая премьера состоялась 6 июля 1988 года.

## Сюжет
Шестнадцатилетний юноша Лес Андерсон проспал курс обучения правил дорожного движения в управлении транспорта. Считая, что всё прекрасно знает он приходит на теоретический экзамен не готовым и к своему огромному удивлению и страху проваливает его. Из-за сбоя компьютеров на экзамене данные о том, что он провалился нигде найти не удается и парня допускают к экзамену на практику, где ему достается просто «зверь»-инспектор. Однако, главный герой справляется и с этой задачей. Но вскоре тайна о его провале становится раскрытой после восстановления компьютерных систем и его водительское удостоверение рвут у него на глазах.
Дома юноша не решается сказать правду родителям, сказав о том, что экзамен он прекрасно сдал. Но его друзья не дают ему покоя — им не терпится отправиться в путешествие по ночному городу с Лесом так как только у него «есть» водительские права. Андерсон категорически против, но решается на этот шаг, так как это единственная возможность овладеть сердцем девушки его мечты Мерседес, которая в тот же вечер пригласила его на свидание. Ночью Лес угоняет из гаража шикарный Кадиллак деда, (который души в нём не чает) и отправляется с друзьями и подругой Мерседес в развлекательный молодёжный центр на другой край города.
По пути герои встречаются и с хулиганами, и с полицией и с «в стельку пьяным» мужиком который угоняет Кадиллак деда и разбивает его. В ужасе Лес возвращается под утро домой на разбитом Кадиллаке.
Когда отец обнаруживает Кадиллак в гараже он просто сходит с ума и готов прибить Леса, но этого сделать не успевает, так как жена вот-вот родит и необходимо срочно ехать в роддом. Мама Леса уговаривает сесть мужа с ней на заднее сиденье Кадиллака, так как она в данный момент боится и в нём нуждается, но в таком случае некому будет вести машину. Через силу отец соглашается на уговоры жены и Лес на бешеной скорости без прав на Кадиллаке с поломанной трансмиссией гонит авто к роддому задним ходом по встречной и довозит маму в пункт назначения. Врачи тут же подхватывают роженицу и уносят её внутрь мед. центра.
Отец же в полном удивлении от того как Лес здорово гнал автомобиль к роддому хвалит сына и прощает его, сказав что все неполадки Кадиллака устранимы, но в этот момент с подъёмного крана срывается огромная рельса и падает прямо на Кадиллак деда окончательно добивая уже и так разбитую тачку…
Реакция деда после увиденного его любимого вдребезги разбитого Кадиллака к всеобщему удивлению выражается не в гневной истерике, а в сильном смехе! Всё дело в том, что в это время у него находилась БМВ папы Леса которую он тоже разбил не хуже, чем Лес с отцом угробили его Кадиллак.

## В ролях
- Кори Хэйм — Лес Андерсон
- Кори Фельдман — Дин
- Кэрол Кейн — миссис Андерсон
- Ричард Мазур — мистер Андерсон
- Хизер Грэм — Мерседес Лэйн
- Майкл Манассери — Чарльз
- Харви Миллер — Профессор
- Майкл А. Никлс — Паоло
- Нина Семашко — Натали Андерсон
- Джеймс Эйвери — экзаменатор
- Грант Хеслов —  Карл